# Sławomira Dubiel
Sławomira dubiel (ur. 1972) – polska lekkoatletka, specjalizująca się w biegach długich, medalistka mistrzostw Polski.

## Kariera sportowa
Była zawodniczką Wawelu Kraków.
Na mistrzostwach Polski seniorek zdobyła jeden medal w biegu maratońskim: brązowy w 1995. 
Rekordy życiowe.
- 5000 m: 17.48,92 (7.07.1996)
- 10 000 m: 37.13,15 (13.08.1994)
- maraton: 2:46.25 (30.04.1995)